# Virtudes (y misterios)
Virtudes (y misterios) es una novela en lengua gallega de Xesús Fraga, publicada en castellano por Xórdica en octubre de 2020. La obra es un viaje por la historia de la emigración gallega de la mano de una familia de las Mariñas coruñesas. Recibió el  Premio Nacional de Narrativa en 2021.

## Argumento
Abandonada por su marido y sin recursos suficientes para mantener a sus tres hijas, Virtudes se vio obligada a dejar su aldea natal. En una España donde las mujeres necesitaban el permiso conyugal para realizar trámites como trabajar o salir del país, falsificó dicho permiso con el fin de poder emigrar. Este acto de valentía y determinación fue el primer paso para establecerse en el Reino Unido, a pesar de no conocer el idioma ni disponer de apoyos familiares o institucionales.
Ya en Londres, Virtudes logró asentarse y construir un universo propio basado en el esfuerzo y la renuncia personal. Trabajó duramente para enviar dinero a sus hijas y, posteriormente, logró reunir a la familia. Su ejemplo fue fundamental para que sus hijas pudieran labrarse un porvenir.
La historia de Virtudes es la historia del esfuerzo, la resiliencia y el sacrificio de la emigración gallega femenina de esa época. 

## Personajes principales
- Abuela  Virtudes: Motor de la familia familia  y  protagonista indiscutible de la novela
- Isabel: Hija mayor de Virtudes. La primera universitaria de la familia
- Xesús: Nieto de Virtudes, hijo de Isabel,  narrador y autor de la novela.

## Temas y estilo literario
- Temas abordados en la obra: emigración; memorias; solidaridad; amistad; feminismo.
- Estilo narrativo: Novela, no ficción; novela testimonio

## Premios
- Premio Blanco Amor de Novela, 2019
- Premio Nacional de Narrativa, 2021